# Юзевский, Генрик
Генрик Ян Юзевский (пол. Henryk Józewski, 6 августа 1892, Киев, Российская империя — 23 апреля 1981, Варшава, Польша) — украинский и польский политический деятель, вице-министр внутренних дел в правительстве Украинской народной республики, волынский воевода (1928—1929 и 1930—1938), министр внутренних дел Польши (1929—1930), лодзинский воевода (1938—1939).

## Волынская программа Юзевского
Автор так называемой Волынской Программы, которая имела целью построение польско-украинского взаимопонимания путём развития украинского самоуправления и украинских общественных организаций на Волыни и в Восточной Малой Польше, а также увеличение доли украинцев в органах управления государством. Практическая цель Волынской программы заключалась в расколе украинского движения путём отделения Волыни от Галиции. Юзевский писал: «Отрезая Волынь от Восточной Малопольши, я отворачивался от Львова — центра польской культуры и польской интеллектуальной жизни, ячейки украинской галицкой мысли, города чрезвычайно привлекательного. Львова semper fidelis. Я отрекался от Львова как столицы Волыни. В тогдашней ситуации Львов не имел что рассказать Волыни, а польская и украинская ментальность Галиции могли волынскую жизнь лишь отравлять». Юзевский считал, что необходимо осуществить синтез украинской и польской культур, осуществив «насыщение украинских национальных черт побегами польской» культуры. При этом на упреки в украинизации Волыни он отвечал: «бубнят временами о денационализации поляков, что означает украинизацию. Можно ли представить себе явление украинизации в общественно-политической и государственной ситуации на Волыни в 1935 году на территории, охваченной деятельностью польского государственного аппарата?». Для реализации своей программы Юзевский проводил украинизацию православного богослужения Волынской епархии, ликвидировал на территории воеводства все галицкие украинские организации (в том числе «Просвиту»), создав при поддержке петлюровцев пропольские организации (Волынское украинское объединение и другие, в которых были как поляки, так и украинцы). В школьном образовании Юзевский поддерживал польские школы, но с обязательным изучением украинского языка. В итоге, в 1932/33 учебном году в Волынском воеводстве преобладали польские школы с украинским языком как предметом преподавания — 40,9 % (853), собственно польских школ было 26,6 % (555), а двуязычных ‒ 24,9 % (520). Школы же с украинским языком обучения на Волыни почти отсутствовали — в 1937/1938 учебном году их было лишь 8 (0,4 % от общего количества начальных школ). Среди школьных учителей преобладали этнические поляки из Малой Польши и Познанского воеводства.

## Вторая мировая война и послевоенные годы
В 1939—1940 годах служил в т.н. "Главном штабе Службы Победы Польши", комендант округа «Варшава-город», потом комендант округа «Варшава-Воеводство». Г. Юзевский является соучредителем Информационного Бюллетеня, конспиративной группы Ольгерда и Польской Демократической Партии (PSD). С 1940 г. — редактор двухнедельника «Польска Вальчы» («Польша сражается»). После 1945 г. примкнул к антисоветскому подполью.
Спецслужбы ПНР приняли меры по розыску и поимке Юзевского. В 1953 году он был арестован, осужден к пожизненному заключению по обвинению в уголовных преступлениях и контрреволюционной деятельности, а также попытке свержения коммунистического правительства ПНР. В 1956 году военным судом был частично амнистирован (срок заключения снижен до 12 лет) и отправлен на лечение в связи с ухудшением здоровья. В октябре того же года Генрик Юзевский был амнистирован и освобожден. Просьб о реабилитации не подавал.
После освобождения занимался живописью, создавал пейзажи и портреты. С 1958 года был членом Союза художников. Его работы хранятся в варшавском Национальном музее.
Умер в варшавской больнице 23 апреля 1981 года. Похоронен на кладбище Старые Повонзки.

## Личная жизнь
Жена умерла в 1939 г., детей в браке не было.

## Покушения
Юзевского несколько раз пытались лишить жизни представители самых разных политических сил. В 1932 году его пытались убить советские агенты, в 1934 году — украинские националисты, в 1942 году — польские националисты, в 1943 году — польские коммунисты, в 1944 году — гестапо.

## Награды
- Серебряный крест ордена Virtuti Militari (1922)[9].
- Командорский крест ордена Возрождения Польши (1929)[10].
- Крест Независимости с мечами (1931)[11].
- Золотой Крест Заслуги (1933)[12].
- Командорский крест со звездой ордена Возрождения Польши (2020, посмертно)[13].